# Lijst van gemeentelijke monumenten in Midden-Groningen

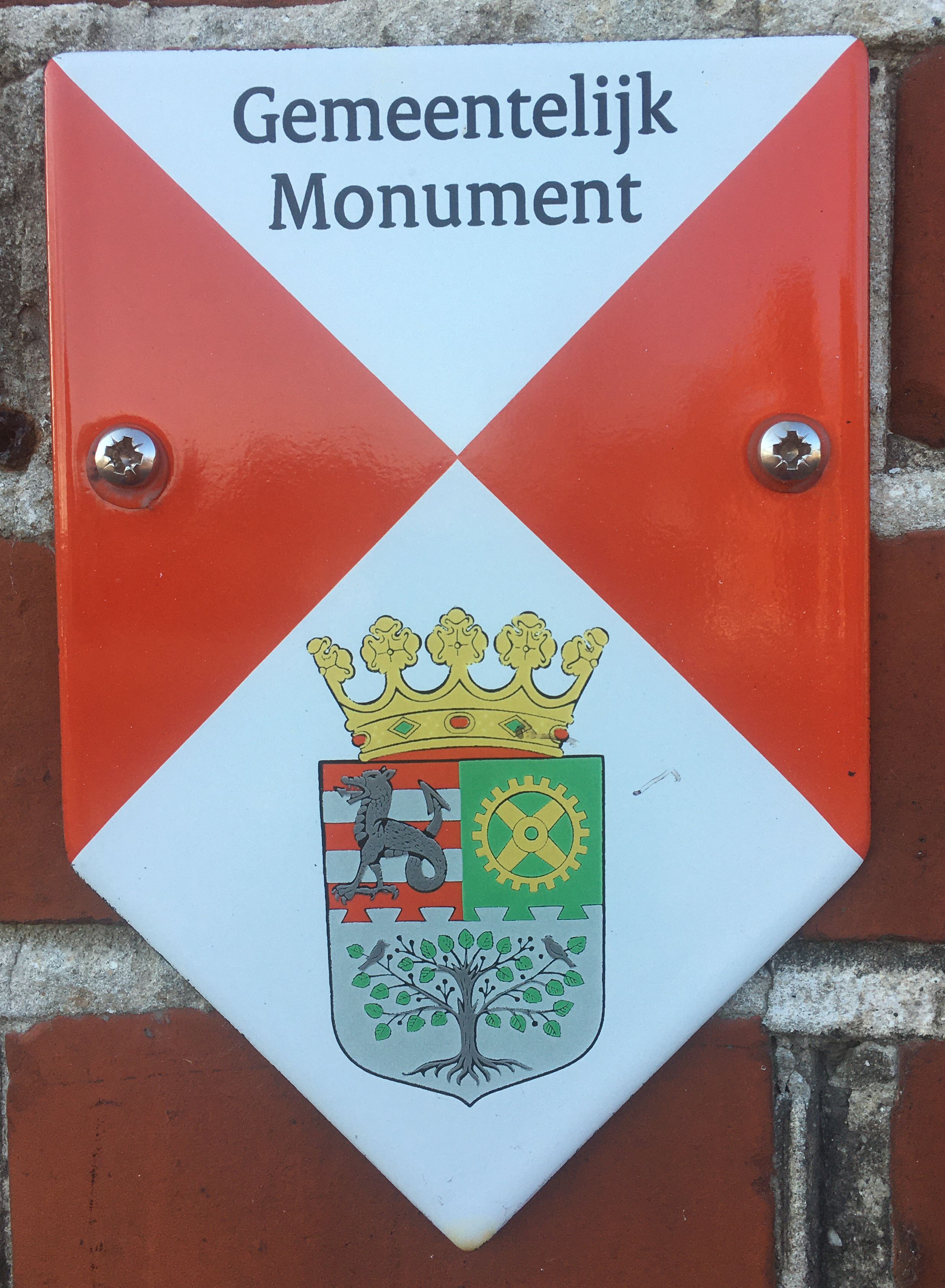
Schild op gemeentelijk monument in de gemeente Midden-Groningen

De gemeente Midden-Groningen kent 77 gemeentelijke monumenten, hieronder een overzicht.
De gemeente Midden-Groningen kent op 1 januari 2020 155 Gemeentelijke monumenten, voor de lijst, zie:
https://web.archive.org/web/20200603154308/https://www.midden-groningen.nl/plannen-projecten/publicatie/rijks-en-gemeentelijke-monumenten

## Borgercompagnie
De plaats Borgercompagnie telt 12 gemeentelijke monumenten, die onder de gemeente Veendam vallen. Zie de Lijst van gemeentelijke monumenten in Borgercompagnie

## Foxham
De plaats Foxham kent 1 gemeentelijk monument:
| Object                                  | Bouwjaar | Architect             | Locatie      | Coördinaten                  | Nr.     | Afbeelding        |
| --------------------------------------- | -------- | --------------------- | ------------ | ---------------------------- | ------- | ----------------- |
| Martinuskerk, begraafplaats en pastorie | 1891     | Nicolaas Molenaar sr. | Foxham 45-47 | 53° 10' 3" NB, 6° 44' 13" OL | 0018/16 | Meer afbeeldingen |

## Hoogezand
De plaats Hoogezand kent de volgende gemeentelijke monumenten:
| Object                                      | Bouwjaar               | Architect        | Locatie                  | Coördinaten                  | Nr.      | Afbeelding                         |
| ------------------------------------------- | ---------------------- | ---------------- | ------------------------ | ---------------------------- | -------- | ---------------------------------- |
| Voormalig tuinbouwbedrijf                   |                        |                  | Achter Kalkwijk 87       | 53° 9' 19" NB, 6° 46' 12" OL | 0018/101 | Upload foto                        |
| Woonhuis en praktijk en voormalig koetshuis |                        |                  | Hoofdstraat 8-10         | 53° 9' 49" NB, 6° 45' 25" OL | 0018/17  | Meer afbeeldingen                  |
| V.m. gemeentehuis                           | 1860, in 1887 verbouwd |                  | Hoofdstraat 31           | 53° 9' 50" NB, 6° 45' 26" OL | 0018/18  | V.m. gemeentehuis                  |
| Woonhuis                                    |                        |                  | Hoofdstraat 82-84        | 53° 9' 49" NB, 6° 45' 37" OL | 0018/19  | Meer afbeeldingen                  |
| Bedrijfspand                                | 1860                   |                  | Hoofdstraat 87           | 53° 9' 50" NB, 6° 45' 37" OL | 0018/20  | Meer afbeeldingen                  |
| Woonhuis                                    |                        |                  | Hoofdstraat 165          | 53° 9' 51" NB, 6° 45' 59" OL | 0018/25  | Meer afbeeldingen                  |
| Voormalig burger armenhuis                  |                        |                  | Kerkstraat 267           |                              | 0018/31  | Voormalig burger armenhuis         |
| Bedrijfspand en werkplaats                  |                        |                  | M. Veningastraat 16-16a  | 53° 9' 47" NB, 6° 44' 33" OL | 0018/83  | Bedrijfspand en werkplaats         |
| Kantoor                                     |                        |                  | M. Veningastraat 27-29   | 53° 9' 49" NB, 6° 44' 45" OL | 0018/84  | Kantoor                            |
| Woonhuis                                    |                        |                  | M. Veningastraat 99      | 53° 9' 49" NB, 6° 45' 3" OL  | 0018/86  | Woonhuis                           |
| Woonhuis                                    |                        |                  | M. Veningastraat 101     | 53° 9' 49" NB, 6° 45' 4" OL  | 0018/87  | Meer afbeeldingen                  |
| Woonhuis                                    |                        |                  | M. Veningastraat 103-105 | 53° 9' 49" NB, 6° 45' 4" OL  | 0018/88  | Woonhuis                           |
| Woonhuis                                    |                        |                  | M. Veningastraat 107     | 53° 9' 49" NB, 6° 45' 8" OL  | 0018/89  | Woonhuis                           |
| Gezondheidscentrum                          |                        |                  | M. Veningastraat 111-113 | 53° 9' 49" NB, 6° 45' 9" OL  | 0018/90  | Gezondheidscentrum                 |
| Voormalig postkantoor, nu woningen          |                        |                  | M. Veningastraat 117-119 | 53° 9' 50" NB, 6° 45' 17" OL | 0018/92  | Voormalig postkantoor, nu woningen |
| Praktijk/Woning                             | 1935                   | E.H. Kok Dijkema | M. Veningastraat 121     | 53° 9' 50" NB, 6° 45' 18" OL | 0018/93  | Praktijk/Woning                    |
| Voormalige blokwachterswoning               | 1921                   |                  | Waterhuizen 4            | 53° 11' 3" NB, 6° 38' 41" OL | 0018/96  | Upload foto                        |
| Bedrijfspand                                |                        |                  | Werfkade 14, 16-16a      | 53° 9' 56" NB, 6° 44' 23" OL | 0018/97  | Bedrijfspand                       |

## Kiel-Windeweer
De plaats Kiel-Windeweer kent 22 gemeentelijke monumenten:
| Object                    | Bouwjaar  | Architect | Locatie              | Coördinaten                  | Nr.      | Afbeelding                |
| ------------------------- | --------- | --------- | -------------------- | ---------------------------- | -------- | ------------------------- |
| Boerderij                 | 1868      |           | Dorpsstraat 26       | 53° 7' 13" NB, 6° 46' 22" OL | 0018/6   | Upload foto               |
| Boerderij                 | ca. 1840  |           | Dorpsstraat 28       | 53° 7' 12" NB, 6° 46' 24" OL | 0018/7   | Meer afbeeldingen         |
| Veenkoloniale boerderij   | ca. 1800  |           | Dorpsstraat 106      | 53° 6' 50" NB, 6° 46' 40" OL | 0018/107 | Meer afbeeldingen         |
| Boerderij                 | ca. 1870  |           | Dorpsstraat 176      | 53° 6' 32" NB, 6° 46' 54" OL | 0018/9   | Boerderij                 |
| Boerderij                 | ca. 1850  |           | Dorpsstraat 178      | 53° 6' 31" NB, 6° 46' 55" OL | 0018/10  | Boerderij                 |
| Woning                    | 1927      |           | Dorpsstraat 184      | 53° 6' 29" NB, 6° 46' 56" OL | 0018/11  | Woning                    |
| Boerderij                 | 1855      |           | Dorpsstraat 222      | 53° 6' 19" NB, 6° 47' 3" OL  | 0018/12  | Meer afbeeldingen         |
| Boerderij                 |           |           | Dorpsstraat 224      | 53° 6' 18" NB, 6° 47' 4" OL  | 0018/13  | Meer afbeeldingen         |
| Boerderij                 | 1910      |           | Dorpsstraat 238      | 53° 6' 11" NB, 6° 47' 8" OL  | 0018/14  | Boerderij                 |
| Woning                    | ca. 1890  |           | Dorpsstraat 240      | 53° 6' 10" NB, 6° 47' 10" OL | 0018/15  | Woning                    |
| Boerderij                 | ca. 1800  |           | Nieuwe Compagnie 32  | 53° 7' 23" NB, 6° 45' 34" OL | 0018/36  | Boerderij                 |
| Voetgangersdraaibrug      | ca. 1900  |           | bij Sluisweg 4       | 53° 7' 13" NB, 6° 46' 22" OL | 0018/69  | Voetgangersdraaibrug      |
| Voetgangersdraaibrug      | ca. 1900  |           | bij Dorpsstraat 17   | 53° 7' 13" NB, 6° 46' 22" OL | 0018/69  | Voetgangersdraaibrug      |
| Schutsluis                |           |           | bij Sluisweg 46      |                              | 0018/71  | Upload foto               |
| Verkeersbrug              |           |           | bij Sluisweg 50      | 53° 7' 49" NB, 6° 45' 57" OL | 0018/72  | Upload foto               |
| Woonhuis                  | 1890-1930 |           | P. Venemakade 19     |                              | 0018/74  | Upload foto               |
| Boerderij                 | 1874      |           | P. Venemakade 43     | 53° 7' 5" NB, 6° 46' 32" OL  | 0018/75  | Boerderij                 |
| Boerderij                 | ca. 1920  |           | P. Venemakade 61     | 53° 6' 59" NB, 6° 46' 37" OL | 0018/76  | Upload foto               |
| Houten ophaalbrug De Klap | ca. 1875  |           | P. Venemakade 85 bij | 53° 6' 48" NB, 6° 46' 44" OL | 0018/77  | Houten ophaalbrug De Klap |
| Boerderij                 | ca. 1800  |           | P. Venemakade 103    | 53° 6' 42" NB, 6° 46' 49" OL | 0018/78  | Upload foto               |
| Woonhuis en werkplaats    | 1883      |           | P. Venemakade 151    | 53° 6' 30" NB, 6° 46' 58" OL | 0018/79  | Woonhuis en werkplaats    |
| Boerderij                 | ca. 1900  |           | P. Venemakade 153    | 53° 6' 29" NB, 6° 46' 60" OL | 0018/80  | Boerderij                 |
| Woning                    | 1905      |           | P. Venemakade 155    | 53° 6' 26" NB, 6° 47' 1" OL  | 0018/81  | Woning                    |
| Boerderij en kapschuur    | ca. 1800  |           | P. Venemakade 167    | 53° 6' 10" NB, 6° 47' 14" OL | 0018/82  | Meer afbeeldingen         |

## Kropswolde
De plaats Kropswolde kent 2 gemeentelijke monumenten:
| Object                 | Bouwjaar | Architect | Locatie           | Coördinaten                  | Nr.      | Afbeelding        |
| ---------------------- | -------- | --------- | ----------------- | ---------------------------- | -------- | ----------------- |
| Boerderij met schuur   |          |           | Woldweg 157       | 53° 8' 38" NB, 6° 43' 28" OL | 0018/99  | Upload foto       |
| Windmotor Koetze Tibbe | 1935     |           | Kropswolderpolder | 53° 10' 0" NB, 6° 42' 6" OL  | 0018/103 | Meer afbeeldingen |

## Sappemeer
De plaats Sappemeer kent 32 gemeentelijke monumenten:
| Object                                          | Bouwjaar | Architect    | Locatie                   | Coördinaten                   | Nr.      | Afbeelding                          |
| ----------------------------------------------- | -------- | ------------ | ------------------------- | ----------------------------- | -------- | ----------------------------------- |
| Hefbrug                                         | ca. 1935 |              | Achterdiep 77 bij         | 53° 10' 28" NB, 6° 48' 50" OL | 0018/4   | Meer afbeeldingen                   |
| Boerderij                                       | 1872     |              | Achterdiep NZ 7           | 53° 10' 17" NB, 6° 46' 40" OL | 0018/1   | Boerderij                           |
| Woonhuis                                        | 1915     |              | Achterdiep NZ 9           | 53° 10' 17" NB, 6° 46' 44" OL | 0018/2   | Woonhuis                            |
| Boerderij                                       | ca. 1880 |              | Achterdiep NZ 12          | 53° 10' 17" NB, 6° 46' 47" OL | 0018/3   | Boerderij                           |
| Café                                            | ca. 1870 |              | Kees de Haanstraat 73     | 53° 9' 36" NB, 6° 46' 30" OL  | 0018/30  | Meer afbeeldingen                   |
| Woonhuis                                        | ca. 1900 |              | Kleinemeersterstraat 143  | 53° 9' 22" NB, 6° 47' 13" OL  | 0018/32  | Upload foto                         |
| Winkel/Woonhuis                                 | ca. 1890 |              | Noorderstraat 7-9         | 53° 9' 51" NB, 6° 46' 34" OL  | 0018/39  | Meer afbeeldingen                   |
| Ontmoetingskerk                                 | ca. 1910 |              | Noorderstraat 27          | 53° 9' 52" NB, 6° 46' 41" OL  | 0018/41  | Meer afbeeldingen                   |
| Woonhuis                                        | ca. 1880 |              | Noorderstraat 33-35       | 53° 9' 51" NB, 6° 46' 45" OL  | 0018/42  | Woonhuis                            |
| Woonhuis                                        | ca. 1880 |              | Noorderstraat 37          | 53° 9' 51" NB, 6° 46' 47" OL  | 0018/43  | Meer afbeeldingen                   |
| Woonhuis De Beukenhof                           | 1893     |              | Noorderstraat 49          | 53° 9' 51" NB, 6° 46' 52" OL  | 0018/44  | Meer afbeeldingen                   |
| Dienstwoning Croonhoven (doopsgezinde pastorie) | 1838     |              | Noorderstraat 51          | 53° 9' 52" NB, 6° 46' 54" OL  | 0018/45  | Meer afbeeldingen                   |
| Voormalig Hotel Struvé                          | ca. 1870 |              | Noorderstraat 103         | 53° 9' 52" NB, 6° 47' 14" OL  | 0018/46  | Voormalig Hotel Struvé              |
| Woonhuis                                        | 1786     |              | Noorderstraat 157         | 53° 9' 52" NB, 6° 47' 30" OL  | 0018/47  | Meer afbeeldingen                   |
| Woonhuis                                        | 1921     |              | Noorderstraat 158         | 53° 9' 50" NB, 6° 47' 1" OL   | 0018/48  | Upload foto                         |
| Woonhuis                                        | ca. 1870 |              | Noorderstraat 165         | 53° 9' 54" NB, 6° 47' 24" OL  | 0018/49  | Upload foto                         |
| Kerkhof                                         |          |              | Noorderstraat 167         | 53° 9' 54" NB, 6° 47' 33" OL  | 0018/50  | Upload foto                         |
| Woonhuis                                        | 1868     |              | Noorderstraat 168         | 53° 9' 50" NB, 6° 47' 4" OL   | 0018/51  | Upload foto                         |
| Voormalige Kosterswoning                        | 1890     |              | Noorderstraat 171         | 53° 9' 49" NB, 6° 47' 27" OL  | 0018/52  | Upload foto                         |
| Woonhuis                                        | ca. 1880 |              | Noorderstraat 173         | 53° 9' 52" NB, 6° 47' 35" OL  | 0018/53  | Upload foto                         |
| Winkel/Woonhuis                                 | ca. 1905 |              | Noorderstraat 200         | 53° 9' 50" NB, 6° 47' 15" OL  | 0018/54  | Upload foto                         |
| Woonhuis                                        | 1933     |              | Noorderstraat 206         | 53° 9' 50" NB, 6° 47' 18" OL  | 0018/55  | Upload foto                         |
| Woonhuis                                        | ca. 1880 |              | Noorderstraat 217         | 53° 9' 53" NB, 6° 47' 51" OL  | 0018/56  | Meer afbeeldingen                   |
| Woonhuis                                        | ca. 1900 |              | Noorderstraat 224         | 53° 9' 51" NB, 6° 47' 23" OL  | 0018/57  | Woonhuis                            |
| Woonhuis                                        | ca. 1900 |              | Noorderstraat 226         | 53° 9' 50" NB, 6° 47' 23" OL  | 0018/58  | Woonhuis                            |
| Woonhuis                                        | ca. 1900 |              | Noorderstraat 228         | 53° 9' 50" NB, 6° 47' 24" OL  | 0018/59  | Woonhuis                            |
| Woonhuis "De Oude Werf"                         | 1868     |              | Noorderstraat 236         | 53° 9' 50" NB, 6° 47' 26" OL  | 0018/60  | Meer afbeeldingen                   |
| Appartementencomplex                            | ca. 1912 |              | Noorderstraat 302         | 53° 9' 51" NB, 6° 47' 42" OL  | 0018/61  | Appartementencomplex                |
| Kantoor/woonhuis                                | ca. 1880 |              | Noorderstraat 330         | 53° 9' 50" NB, 6° 47' 55" OL  | 0018/63  | Kantoor/woonhuis                    |
| Woonhuis                                        | 1878     |              | Noorderstraat 342         | 53° 9' 51" NB, 6° 47' 58" OL  | 0018/64  | Woonhuis                            |
| Woonhuis                                        | 1878     |              | Noorderstraat 344         | 53° 9' 52" NB, 6° 47' 58" OL  | 0018/65  | Woonhuis                            |
| Woonhuis/Leger des Heils                        | 1893     |              | Noorderstraat 398-400     | 53° 9' 51" NB, 6° 48' 26" OL  | 0018/67  | Woonhuis/Leger des Heils            |
| Voormalig tuinbouwbedrijf                       |          |              | Slochterstraat 11-13      | 53° 10' 17" NB, 6° 47' 20" OL | 0018/102 | Upload foto                         |
| Café/Cafetaria/Restaurant                       | 1908     | E. Schreuder | Kees de Haanstraat 1/1a   | 53° 9' 49" NB, 6° 46' 20" OL  | 0018/105 | Café/Cafetaria/Restaurant           |
| Bedrijfspand                                    | 1878     |              | Borgercompagniesterstr 64 | 53° 9' 37" NB, 6° 47' 45" OL  | 0018/5   | Bedrijfspand                        |
| Woonhuis, voormalig tuinbouwbedrijf             |          |              | De Vosholen 2b            | 53° 9' 15" NB, 6° 46' 26" OL  | 0018/100 | Woonhuis, voormalig tuinbouwbedrijf |

## Siddeburen
De plaats Siddeburen kent een tweetal gemeentelijke monumenten:
| Object             | Bouwjaar | Architect            | Locatie          | Coördinaten                   | Nr.      | Afbeelding  |
| ------------------ | -------- | -------------------- | ---------------- | ----------------------------- | -------- | ----------- |
| Boerderij          |          |                      | Oostwoldjerweg 5 | 53° 14' 40" NB, 6° 52' 46" OL | 0018/111 | Upload foto |
| Gereformeerde kerk | 1913     | Buitenkamp en Luxema | Oudeweg 70       | 53° 14' 59" NB, 6° 52' 2" OL  | 0018/108 | Upload foto |

## Westerbroek
De plaats Westerbroek kent 2 gemeentelijke monumenten:
| Object                | Bouwjaar  | Architect | Locatie                   | Coördinaten                   | Nr.      | Afbeelding        |
| --------------------- | --------- | --------- | ------------------------- | ----------------------------- | -------- | ----------------- |
| Windmotor De Putter   | 1920-1930 |           | Westerbroekstermadepolder | 53° 9' 56" NB, 6° 41' 11" OL  | 0018/104 | Meer afbeeldingen |
| Scheepswerf Leeuwerke | ca. 1900  |           | Madepolderweg 10          | 53° 10' 36" NB, 6° 41' 13" OL | 0018/106 | Upload foto       |

Eemsdelta ·
Groningen (binnenstad) ·
Groningen (buiten binnenstad) ·
Het Hogeland ·
Midden-Groningen ·
Oldambt ·
Pekela ·
Stadskanaal ·
Veendam ·
Westerkwartier